# هبوعيل دالية الكرمل
هبوعيل دالية الكرمل المعروف أيضا باسم هبوعيل معين دالية الكرمل، على أسم لاعب الفريق السابق معين حلبي، الذي قتل بحرب يوم الغفران 1973 ، هو فريق كرة قدم درزي يلعب بالدرجة الثانية شمال ب في الدوري الاسرائيلي لكرة لقدم.
لقد وصل الفريق ذروته عندما لعب موسمين في الدرجة القطرية (الدرجة الثالثة حسب الأهمية في اسرائيل) ، في سنوات ال 90 لقد تم دعم الفريق ماديا من المجلس المحلي ، حيث كان رئيسه فهمي حلبي(شقيق معين) ، الأمر الذي سهل على فريق بتقوية كادره بلاعبين جدد.
في عام 1997 صعد الفريق مجددا للدرجة الثانية بعد ان هبط ثلاث درجات متتالية من القطرية حتى الثالثة، بقي الفريق في الدرجة الثانية حتى الموسم الكروي 2009/2010. حيث صعد الفريق في اذار 2010 إلى الدرجة الأولى شمال، بعد الفوز على عرعرة بالنتبيجة 5-0 لدالية الكرمل، وهكذا عاد فريق هبوعيل دالية الكرمل إلى الدرجة الأولى بعد غياب 15 عام .
في الموسم الكروي 2013/2014 هبط الفريق إلى الدرجة الثانية مجددا بعد 4 مواسم في الدرجة الأولى بعد خسارة لفريق مكابي معالوت من الدرجة الثانية من مبارايات الأختبار .